# 沃羅尼夫 (科洛梅亞區)
48°45′33″N 25°18′3″E / 48.75917°N 25.30083°E
沃羅尼夫（烏克蘭語：Воронів），是烏克蘭的村落，位於該國西部伊萬諾-弗蘭科夫斯克州，由科洛梅亚区負責管轄，面積0.52平方公里，海拔高度295米，2001年人口32，人口密度每平方公里61.3人。